# Lepisorus novoguineensis
Lepisorus novoguineensis är en stensöteväxtart som först beskrevs av Eduard Rosenstock, och fick sitt nu gällande namn av Li Wang. Lepisorus novoguineensis ingår i släktet Lepisorus och familjen Polypodiaceae. Inga underarter finns listade.